# دانشگاه وینیپگ
دانشگاه وینیپگ (UWinnipeg یا UW) یک دانشگاه تحقیقاتی دولتی در وینیپگ، منیتوبا، کانادا است. این دانشگاه برنامه‌های کارشناسی را در رشته‌های هنر، تجارت، اقتصاد، آموزش، علوم و بهداشت کاربردی و همچنین برنامه‌های تحصیلات تکمیلی ارائه می‌دهد. کالج‌های منیتوبا و وسلی در سال ۱۹۳۸ با هم ادغام شدند و کالج یونایتد را تشکیل دادند. دانشگاه وینیپگ در سال ۱۹۶۷ با دریافت منشور کالج یونایتد تأسیس شد.
این دانشگاه عضو انجمن دانشگاه‌ها و کالج‌های کانادا، انجمن دانشگاه‌های مشترک المنافع، انجمن دانشگاهی کانادا برای بحث بین دانشگاهی و عضو U Sports است.